# Кляшторне (Хощенський повіт)
Кляшторне (пол. Klasztorne, нім. Klosterfelde) — село в Польщі, у гміні Бежвник Хощенського повіту Західнопоморського воєводства.
Населення — 407 осіб (2011).
У 1975-1998 роках село належало до Гожовського воєводства.

## Демографія
Демографічна структура станом на 31 березня 2011 року:
|          | Загалом | Допрацездатний вік | Працездатний вік | Постпрацездатний вік |
| -------- | ------- | ------------------ | ---------------- | -------------------- |
| Чоловіки | 203     | 52                 | 126              | 25                   |
| Жінки    | 204     | 46                 | 102              | 56                   |
| Разом    | 407     | 98                 | 228              | 81                   |